# Jianli (Jingzhou)
Jianli (chiń. upr. 监利市; chiń. trad. 監利市; pinyin Jiānlì Shì) – miasto na prawach powiatu w południowo-zachodniej części prefektury miejskiej Jingzhou w prowincji Hubei w Chińskiej Republice Ludowej. Liczba mieszkańców powiatu w 2010 roku wynosiła 1162770.